# Ampolla de bruixa

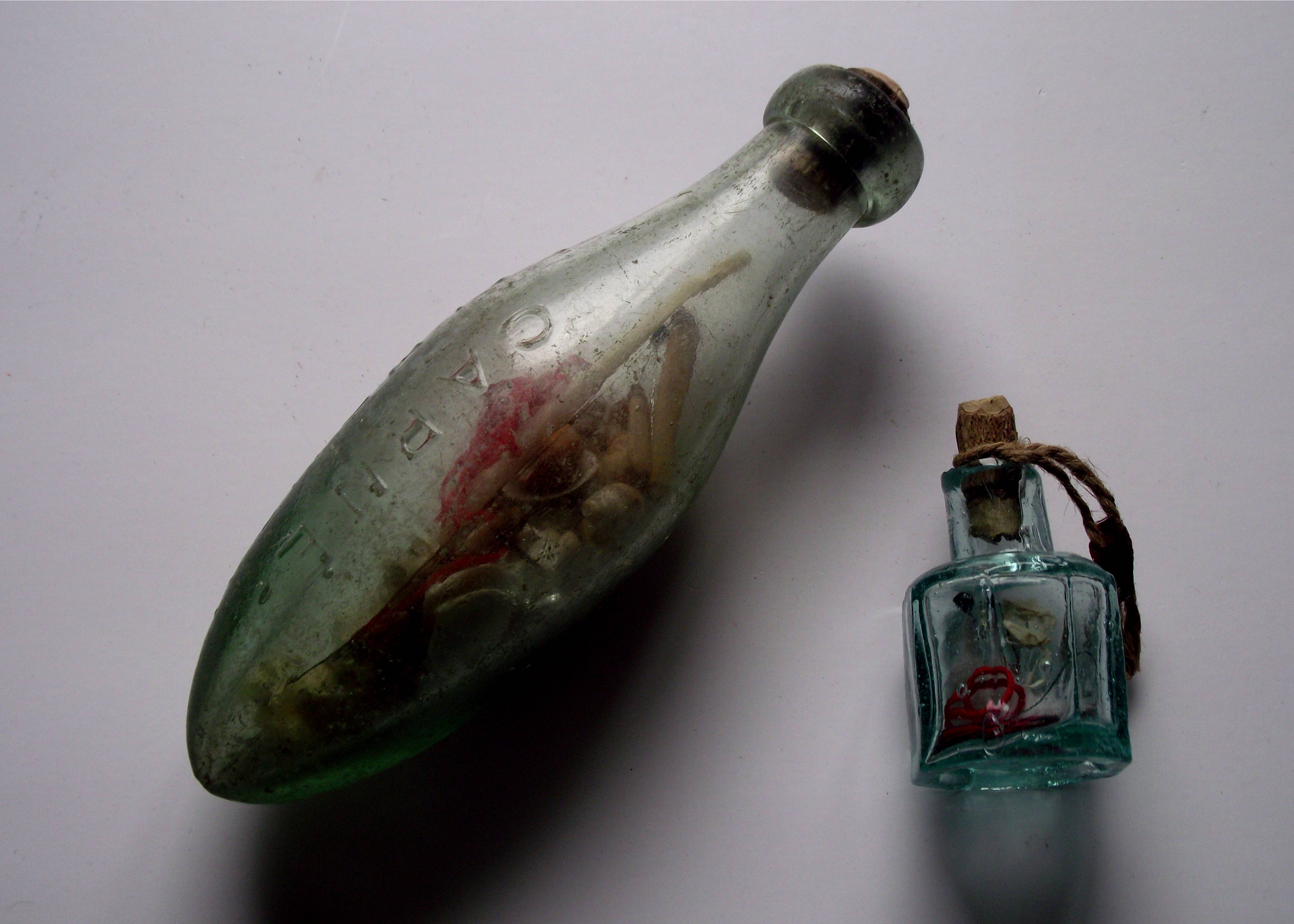
Ampolles de bruixa

Una ampolla de bruixa és un objecte màgic apotropaic utilitzat com a protecció contra la bruixeria. Es descriuen en fonts històriques d'Anglaterra i dels Estats Units. La menció més antiga que es conserva és de l'Anglaterra del segle XVII.

## Orígens i finalitat
Una de les primeres descripcions d'una ampolla de bruixa la trobem a Suffolk, Anglaterra, en un llibre de Joseph Glanvill publicat el 1681 anomenat Saducismus Triumphatus.
Un dels relats narra la història d'una dona que se sospitava que estava embruixada. El curandero va dir al marit de la dona que fes una ampolla de bruixa amb orina de la seva esposa i que la tanqués amb agulles i claus. Una vegada l'ampolla va estar feta, la dona va començar a millorar. No obstant això, més tard, la dona va afirmar que el seu marit havia mort a causa de l’ampolla, ja que ella creia que havia estat l'home qui l’havia embruixat.
Des de principis del període modern ha estat un costum amagar objectes com ara encanteris escrits, gats secs, calaveres de cavall, sabates ocultes i ampolles de bruixa a l'estructura d'un edifici. La màgia popular sosté que les ampolles de bruixes contraresten els encanteris llançats per les bruixes.

## Descripció
Algunes de les ampolles de bruixes més antigues documentades consisteixen en gerres de gres vidriades amb sal conegudes com a gerres Bartmann, Belarmins o "Barbes grises". Els Belarmins van rebre el nom d'un inquisidor catòlic, Robert Bellarmin, que va perseguir els protestants i va ser fonamental en la crema de Giordano Bruno.
Més tard, es van crear ampolles de bruixes amb ampolles de vidre i una gran varietat d'altres recipients.

## Preparació

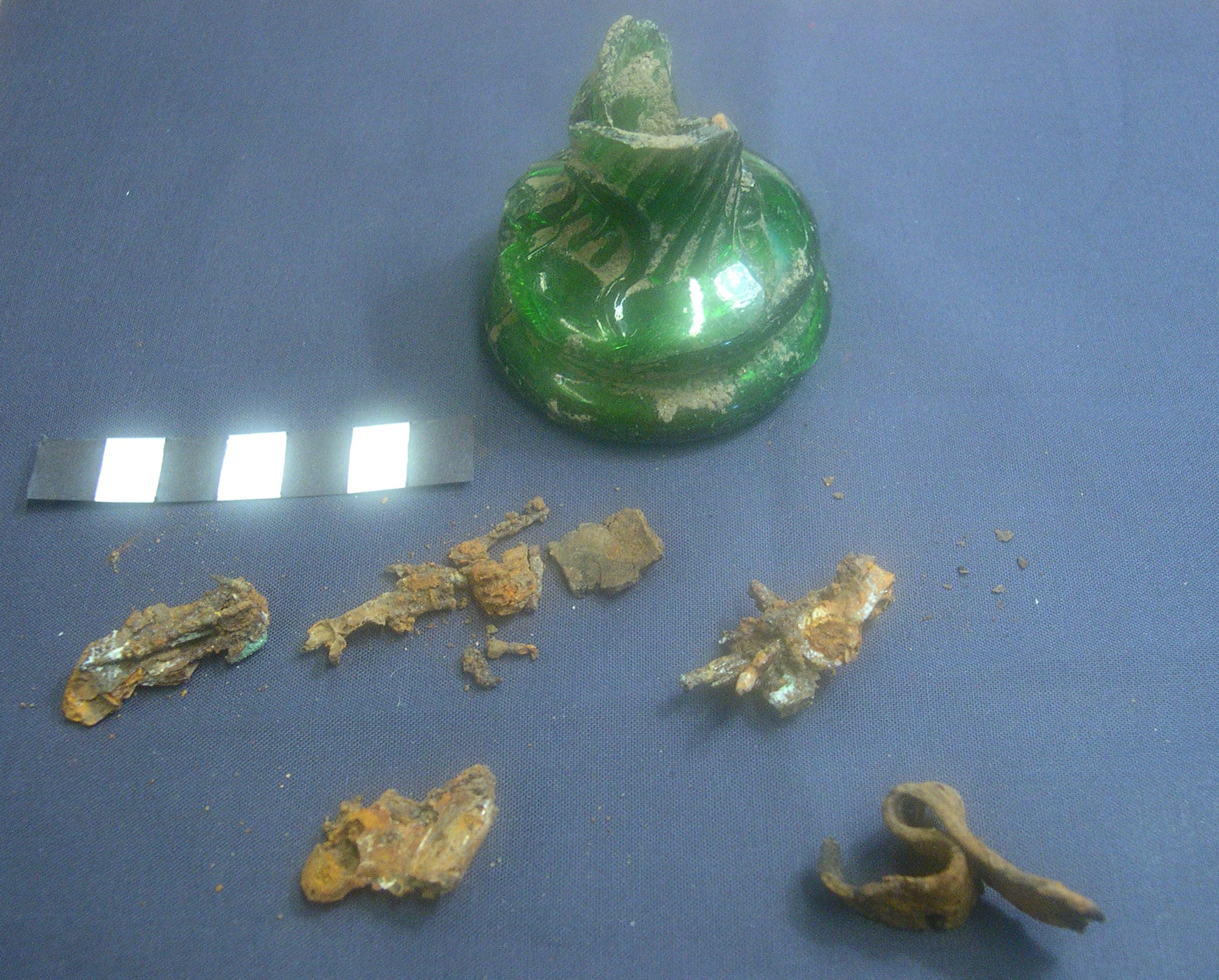
Ampolla de bruixa de principis del segle XIX de Lincolnshire, Anglaterra, i el seu contingut

Normalment, les ampolles de la bruixa contenien l'orina de la víctima (la persona a qui es creia que se li havia llençat un encanteri), cabells o ungles. Més tard, s'hi van introduir romaní, agulles i vi negre. L'ampolla s'enterrava a terra, en zones de pas o sota la llar de foc de la casa. Es pensava que la calor de la llar activava l'ampolla i causava un malestar profund a la bruixa. Es creia que després d'haver estat enterrada, l'orina atreia la bruixa, les agulles capturaven el mal, l'ofegaven en el vi i era expulsat pel romaní.
De vegades es podia utilitzar aigua de mar o terra. Les ampolles de bruixa també podien contenir sorra, pedres, fils enredats, plomes, petxines, herbes, flors, sal, vinagre, oli, monedes o cendres.
Es creia que l'ampolla de la bruixa funcionava sempre que l'ampolla romangués oculta i intacta. Les ampolles de bruixa enterrades sota les xemeneies de les cases només s'han trobat després que l'edifici hagi estat enderrocat. Els orígens d'aquesta tradició daten almenys del segle XVI.

## A Anglaterra
Aquesta pràctica es remunta a centenars d'anys enrere. Va ser freqüent a l'Anglaterra isabelina– especialment a l'Ànglia de l'Est, on les supersticions i la creença en les bruixes eren molt fortes. Les ampolles es trobaven sovint enterrades sota la llar de foc o sota el terra. El 2016, una ampolla de vidre trobada enterrada al llindar de la casa d'un home va aparèixer en un episodi d'Antiques Roadshow filmat a Trelissick, Cornualla; l'especialista de vidre Andy McConnell va tastar una petita quantitat del contingut i va concloure que possiblement era oporto o vi, tot i que va notar un gust de rovell i la presència d'ungles. En un episodi posterior, l'any 2019, es va revelar que el contingut havia estat analitzat per la Universitat de Loughborough que el va identificar com a "orina, una mica d'alcohol i un cabell humà" juntament amb unes agulles de llautó que dataven de finals de la dècada de 1840 i un ostracode. Es va teoritzar que era una ampolla de bruixa.

## A Bèlgica
Durant la renovació del pub De Zwarte Ruiter a Turnhout, Bèlgica, l'any 2020, es va descobrir una gerra del segle XVI. Va ser la primera vegada que es va trobar una "ampolla de bruixa" a Europa, fora d'Anglaterra.

## Als Estats Units
Fins ara, als Estats Units s'han identificat poc més d'una dotzena de possibles ampolles de bruixa. L'arqueòleg Marshall Becker va ser el primer a identificar una ampolla de bruixa americana en una recerca arqueològica. Coneguda com l'ampolla de la bruixa d'Essington, l'objecte va ser recuperat durant les excavacions a l'illa Great Tinicum al comtat de Delaware, Pensilvània.
 